# オックスフォード・ブルックス大学
オックスフォード・ブルックス大学（英語：Oxford Brookes University）は、イギリスのオックスフォードにある新設大学。大学の創設者であるジョン・ブルックスを称え名づけられた。
2004年11月1日、学習院大学、成城大学と協定校締結。イタリアのセリヌンテにあるセリヌス大学とは姉妹校。

## キャンパス
オックスフォード・ブルックス大学は主に4つのキャンパスがある。

### ヘディントン・キャンパス （Headington Campus）
シティーセンターから1マイルほど離れた、オックスフォードの住宅街であるヘディントンに位置する。多くの授業教室があるジプシー・レーンサイト、ヘルスソーシャルケア学部があるマーストンロードサイト、そしてジプシーレーンの向かい側には、スチューデントユニオンや寮があるヘディントンヒルサイトがある。寮はクレセントホール、 チェイニー・スチューデント・ヴィレッジ、 クライブ・ブース・ホール、クライブ・ブース・ノンエンスイート（以前はモレル・ホール）、ウォーンフォード・ホール、コチューイト・ホール（Cotuit Hall）、ポールケントホールの7つある。

### ウィートリー・キャンパス （Wheatley Campus）
シティーセンターから南東に7マイル離れたオックスフォード郊外のウィートリーに位置し、ビジネススクール、法律、会計、IT、数学、そしてさらに近年エンジニアリングの科目もこのキャンパスを基盤にして教えられている。寮は1つあり、レディースペンサーチャーチルホール。
ハーコート・ヒル・キャンパス （Harcourt Hill Campus）
シティーセンターから2.5マイル離れたオックスフォードの西部を見渡すことが出来るハーコート・ヒルの上にある。主に教育・哲学・神学・メディアコミュニケーションそのほかあらゆる科目がこのキャンパスで開講されている。かつてはオックスフォードのウェストミンスターカレッジの土地であった。（ヨーロッパで唯一のメソジスト教高等教育機関で教師教育と神学を専門にしており、オックスフォード大学によって学位を与えられていた。）ここには1つハーコート・ヒル・ホールという寮がある。
キャンパスは1950年代、ロンドンからオックスフォードへのカレッジの移転の目的のため建てられ、メソジスト派教会によってブルックスに開放された。ウェストミンスターカレッジはオックスフォード・ブルックス大学のウェストミンスターインスティチュートオブエデュケーションにあたる。

### 今後の計画
オックスフォード・ブルックス大学は現在、デザインエンジン建築と協力し合いながら、キャンパスの再開発に努めている。計画は新しいスチューデント・センター・ビルディングの建設や構築環境学部のためのアバクロンビー・ビルディングの拡張などである。これらはキャンパス全体を改修するための基本計画の2つの例である。 

## 組織
オックスフォード・ブルックス大学には4つの学部・研究科がある。
Oxford Brookes Business School
- Business School
- Oxford School of Hospitality Management

Faculty of Health and Life Sciences
- Department of Biological and Medical Sciences
- Department of Midwifery, Community and Public Health
- Department of Nursing
- Department of Psychology, Health and Professional Development
- Department of Sport, Health Sciences and Social Work (including the Functional Food Centre)

Faculty of Humanities and Social Sciences
- School of Education
- School of English and Modern Languages
- School of History, Philosophy and Culture
  - Oxford Centre for Methodism and Church History
- School of Law
- Institute of Public Care
- Department of Social Sciences (including Primate Conservation)

Faculty of Technology, Design and Environment
- School of Architecture
- School of Arts
- School of the Built Environment
- Department of Computing and Communication Technologies
- Department of Mechanical Engineering and Mathematical Sciences

## 主な出身者
- ギルバート・プロッシュ - 美術家　（ギルバート&ジョージ）
- リチャード・ヤンガー=ロス - 政治家　自由民主党・国会議員　テインブリッジ
- ポール・コーネリー - 作詩家・芸術家・教育専門家
- ジョナサン・ジャノグリー - 政治家　保守党・国会議員
- アンディ・ゴマソール - イギリスラグビー選手　MBE勲章叙勲者
- マーティン・ポルケ - 芸術家・活動家・映画制作者
- スティーブ・リッジウェイ - CEOヴァージンアトランティック航空
- デイビッド・メイヤー・ロスチャイルド - 環境保護主義者
- スティーブ・ウィリアムス - 2004、2008年オリンピック漕艇で金メダルMBE勲章叙勲者
- ロジー・セクストン - 総合格闘家
- ロバート・エヴァンス - 作家
- ジョニー・グリーンウッド - ミュージシャン、中退